# Ivan VI van Rusland

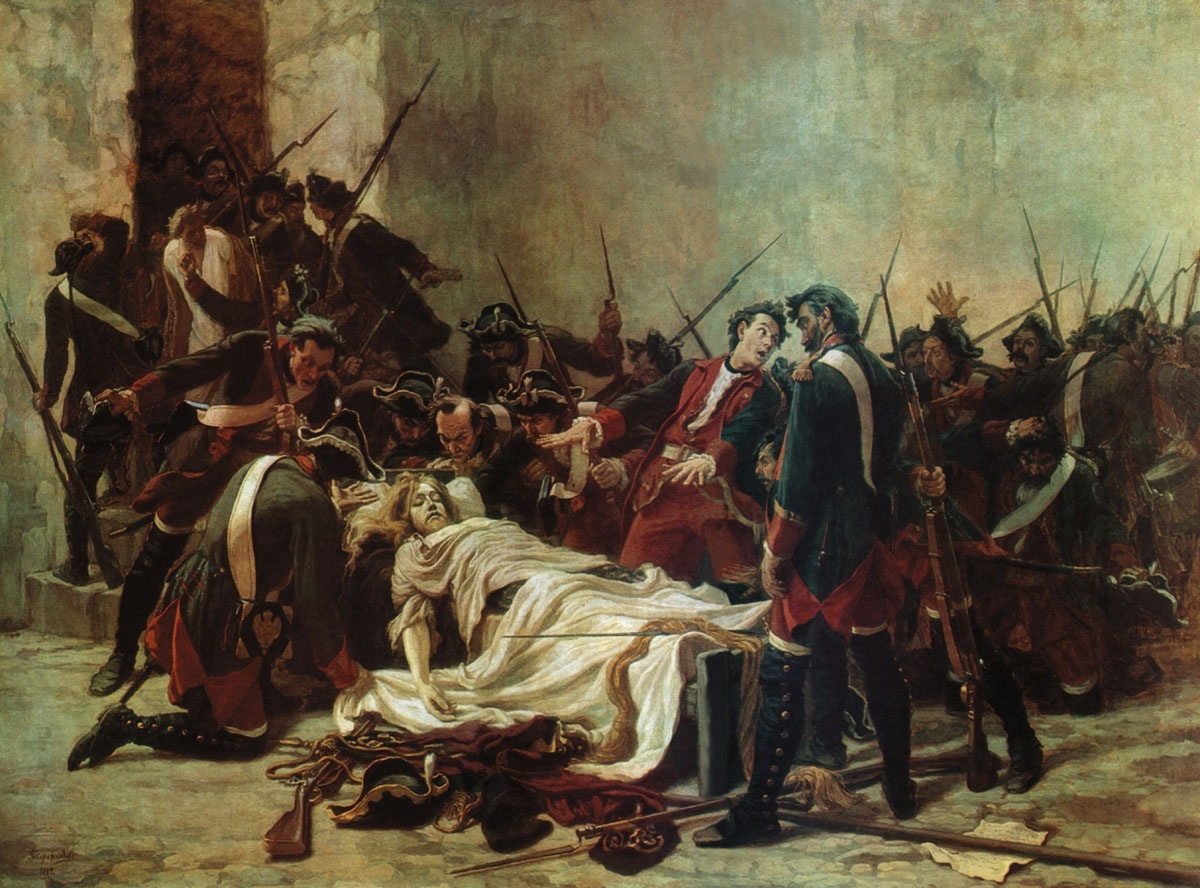
Mirovich staat gebogen boven het lichaam van Ivan VI (1884) door Ivan Tvorozhnikov

Ivan VI Antonovitsj (Russisch: Иоанн VI; Иоанн Антонович) (Sint-Petersburg, 23 augustus 1740 – Sjlisselburg, 16 juli 1764) was van 1740 tot 1741 tsaar van Rusland.
Hij was de zoon van Anton Ulrich van Brunswijk-Wolfenbüttel en Anna Leopoldovna, zelf een dochter van Ekaterina Ivanovna, een zus van tsarina Anna Ivanovna. Hij was nog een baby toen hij zijn oudtante tsarina Anna Ivanovna in 1740 opvolgde als tsaar en kreeg dus een regentenraad naast zich. De eerste drie weken was zijn belangrijkste regent Ernst Johann Biron, maar die werd wegens machtspolitiek en wanbeleid afgezet door zijn aartsrivaal Burkhard Christoph von Münnich en alhoewel eerst ter dood te zijn veroordeeld, werd hij daarop naar Siberië verbannen. In plaats daarvan werd zijn moeder als regentes aangewezen.
Ivan VI werd gekozen in plaats van Elisabeth Petrovna hoewel eigenlijk zij, als dochter van Peter de Grote en Catharina I, de troon hoorde te bestijgen. Dit werd echter tegengewerkt door de regerende adel onder leiding van de Dolgoroekov-familie, die een hekel had aan alles wat aan Peter de Grote herinnerde.
Ivan VI was kerngezond en was dus een obstakel voor Elisabeth. Daarom zette zij, samen met een aantal vrienden, haar toekomstige man en de hulp van de paleiswacht, Ivan af en liet hem en zijn naaste familieleden gevangennemen en vastzetten in de buurt van Riga. Later werd Ivan VI in 1756 in eenzame gevangenschap als 'onbekende' opgesloten in fort Sjlisselburg. Toen zijn identiteit dreigde bekend te worden, werd hij in 1764 volgens voorafgaande instructies omgebracht.

## Voorvaderen
| Ivan VI van Rusland             | Ivan VI van Rusland | Ivan VI van Rusland | Ivan VI van Rusland | Ivan VI van Rusland | Ivan VI van Rusland                                                                                     | Ivan VI van Rusland                                                                                     | Ivan VI van Rusland                                                                             | Ivan VI van Rusland                                                                             |
| ------------------------------- | --- | --- | --- | --- | --- | --- | ----------------------------------------------------------------------------------------------- | ----------------------------------------------------------------------------------------------- |
| Overgrootouders                 | Ferdinand Albrecht I van Brunswijk-Bevern (1636–1687) ∞ Christina van Hessen-Eschwege(1648–1702)                            | Ferdinand Albrecht I van Brunswijk-Bevern (1636–1687) ∞ Christina van Hessen-Eschwege(1648–1702)                            | Lodewijk Rudolf van Brunswijk-Wolfenbüttel (1671–1735) ∞1690 Christine Louise van Oetingen-Oetingen (1671–1747)             | Lodewijk Rudolf van Brunswijk-Wolfenbüttel (1671–1735) ∞1690 Christine Louise van Oetingen-Oetingen (1671–1747)             | Frederik van Mecklenburg-Schwerin (1638–1688) ∞1671 Christina Wilhelmina van Hessen-Homburg (1653–1722) | Frederik van Mecklenburg-Schwerin (1638–1688) ∞1671 Christina Wilhelmina van Hessen-Homburg (1653–1722) | Ivan V van Rusland (1666–1696) ∞ 1684 Praskovja Saltykova (1664–1723)                           | Ivan V van Rusland (1666–1696) ∞ 1684 Praskovja Saltykova (1664–1723)                           |
| Grootouders                     | Ferdinand Albrecht II van Brunswijk-Wolfenbüttel (1680–1735) ∞1712 Antoinette Amalia van Brunswijk-Wolfenbüttel (1696–1762) | Ferdinand Albrecht II van Brunswijk-Wolfenbüttel (1680–1735) ∞1712 Antoinette Amalia van Brunswijk-Wolfenbüttel (1696–1762) | Ferdinand Albrecht II van Brunswijk-Wolfenbüttel (1680–1735) ∞1712 Antoinette Amalia van Brunswijk-Wolfenbüttel (1696–1762) | Ferdinand Albrecht II van Brunswijk-Wolfenbüttel (1680–1735) ∞1712 Antoinette Amalia van Brunswijk-Wolfenbüttel (1696–1762) | Karel Leopold van Mecklenburg-Schwerin (1678–1747) ∞1716 Catharina Ivanovna Romanov (1692–1733)         | Karel Leopold van Mecklenburg-Schwerin (1678–1747) ∞1716 Catharina Ivanovna Romanov (1692–1733)         | Karel Leopold van Mecklenburg-Schwerin (1678–1747) ∞1716 Catharina Ivanovna Romanov (1692–1733) | Karel Leopold van Mecklenburg-Schwerin (1678–1747) ∞1716 Catharina Ivanovna Romanov (1692–1733) |
| Ouders                          | Anton Ulrich van Brunswijk-Wolfenbüttel (1714–1774) ∞ 1739 Anna Leopoldovna (1718–1746)                                     | Anton Ulrich van Brunswijk-Wolfenbüttel (1714–1774) ∞ 1739 Anna Leopoldovna (1718–1746)                                     | Anton Ulrich van Brunswijk-Wolfenbüttel (1714–1774) ∞ 1739 Anna Leopoldovna (1718–1746)                                     | Anton Ulrich van Brunswijk-Wolfenbüttel (1714–1774) ∞ 1739 Anna Leopoldovna (1718–1746)                                     | Anton Ulrich van Brunswijk-Wolfenbüttel (1714–1774) ∞ 1739 Anna Leopoldovna (1718–1746)                 | Anton Ulrich van Brunswijk-Wolfenbüttel (1714–1774) ∞ 1739 Anna Leopoldovna (1718–1746)                 | Anton Ulrich van Brunswijk-Wolfenbüttel (1714–1774) ∞ 1739 Anna Leopoldovna (1718–1746)         | Anton Ulrich van Brunswijk-Wolfenbüttel (1714–1774) ∞ 1739 Anna Leopoldovna (1718–1746)         |
| Ivan VI van Rusland (1740–1764) | | | | | | |                                                                                                 |                                                                                                 |

Ivan IV de Verschrikkelijke · Fjodor I · Boris Godoenov · Fjodor II · Valse Dimitri I · Vasili IV · Wladislaus I · Michaël I · Alexis · Fjodor III · Ivan V · Peter I de Grote · Catharina I · Peter II · Anna I · Ivan VI · Elisabeth · Peter III · Catharina II de Grote · Paul I · Alexander I · Nicolaas I · Alexander II · Alexander III · Nicolaas II